# Francisco Barrachina
Francisco Barrachina Barrachina (Benifallim, 16 de marzo de 1940; Alcoy, 9 de junio de 2017) fue un pintor español. Fue uno de los autores más desatacados del realismo valenciano del siglo XX y XXI.
Nacido en Benifallim y de familia labriega, fue un gran aficionado al dibujo desde niño. Aconsejado por el profesor de la localidad, la familia de Barrachina se muda a Alcoy en 1955 para que el joven quede bajo la tutela del maestro Ramón Castañer Segura. Su aprendizaje se veía compartido con trabajos como el de tejedor o funcionario de Correos. Posteriormente, se fue a estudiar en la Academia de Bellas Artes de Valencia y en el Círculo de Bellas Artes a Madrid donde, durante los ocho años que estuvo allí, análizó a los grandes pintores realistas del siglo XIX como Emilio Sala, Lorenzo Casanova Ruiz o Fernando Cabrera Cantó.
En 1978, regresó a su tierra natal donde estableció su estudio-museo. Barrachina es continuador de la tradicional pintura realista valenciana y su obra se caracterizó por una obra dominada por la luz y el color.
Sus pinturas se expusieron en numerosas galerías españolas y centros artísticos como el MUBAG y forma parte de colecciones en muchos países. Barrachina fue invitado en 1987 a exponer en el Parlamento Europeo de Estrasburgo. Algunas de sus obras fueron adquiridas por la Colección Carmen Thyssen-Bornemisza como Niños en el patio de 1989.

## Obra destacada
- "Autorretrato"  (1956)
- "Bodegón con libro" (1971)
- "Carmen" (retrato de su esposa) (1972)
- "D. Francisco Barrachina" (retrato de su padre) (1976)
- "Autorretrato" (1983)
- "Mujer con cesta de mimbre" (acuarela) (1984)
- "Maternidad"  (1984)
- "Junto al mar" (1984)
- "Pastorcilla" (1984)
- "D. Eladio Silvestre" (capitán moro, retrato) (1985)
- "Niña valenciana" (1985)
- "Niña con sombrilla" (1985)
- "Madre e hija" (1986)
- "Niños en el jardín entre tinajas" (1986)
- "Acariciando una rosa" (1986)
- "Benifallim" (paisaje) (1988)
- "Niña con flores" (1988)
- "Cabeza con rosas" (1991)
- "Ensoñación" (1992)
- "Pinada" (acuarela) (1992)
- "Niña en la alfombra" (1994)
- "Pañuelo blanco y rosas" (1994)
- "D. Alejandro Ferré Miró" (retrato) (1995)
- "Srta. Marisa Costo y Escolano" (retrato) (1995)
- "Espino blanco" (1996)
- "Palomas" (1996)
- "Niña vestida de campesina" (1996)
- "Primavera" (1996)
- "Niña con mantilla" (1996)
- "Cabeza de árabe" (1997)
- "Gaula" (1998)
- "Pablo en azul" (1998)